# Angered (tätort)
Angered är en tätort i Göteborgs kommun i Västra Götalands län, belägen i stadsdelen och stadsdelsnämndsområdet Angered.
Tätorten består av småhus runt den medeltida Angereds kyrka och var tidigare kyrkbyn i  Angereds socken.

## Befolkningsutveckling
| Befolkningsutvecklingen i Angered 1990–2020                                             | Befolkningsutvecklingen i Angered 1990–2020 | Befolkningsutvecklingen i Angered 1990–2020 | Befolkningsutvecklingen i Angered 1990–2020 | Befolkningsutvecklingen i Angered 1990–2020 |
| --------------------------------------------------------------------------------------- | ------------------------------------------- | ------------------------------------------- | ------------------------------------------- | ------------------------------------------- |
|                                                                                         |                                             |                                             |                                             |                                             |
| År                                                                                      |                                             |                                             | Folkmängd                                   | Areal (ha)                                  |
| 1990                                                                                    | 1990                                        |                                             | 517                                         | 122#                                        |
| 1995                                                                                    | 1995                                        |                                             | 595                                         | 145                                         |
| 2000                                                                                    | 2000                                        |                                             | 622                                         | 147                                         |
| 2005                                                                                    | 2005                                        |                                             | 898                                         | 161                                         |
| 2010                                                                                    | 2010                                        |                                             | 950                                         | 160                                         |
| 2015                                                                                    | 2015                                        |                                             | 1 062                                       | 200                                         |
| 2020                                                                                    | 2020                                        |                                             | 1 491                                       | 238                                         |
| Anm.: Ny tätort 1995. Sammanvuxen med Rågården 2015 och med Gunnilse 2020 # Som småort. |                                             |                                             |                                             |                                             |